# 대봉교역
대봉교역(Daebonggyo Station, 大鳳橋驛)은 대구광역시 남구 이천동에 위치한 대구 도시철도 3호선의 역이다. 인근에 대구백화점 프라자점이 있다.

## 특징
이 역의 1번·4번 출구 사이에 대백프라자 연결 통로가 있다. 이 역의 4번 출구로 나가면 겨울에만 개장하는 신천 야외 스케이트장이 있으며 겨울철이면 스케이트를 타러 온 대구시민들로 인산인해를 이룬다.
1번 출구와 4번 출구는 중구 대봉1동에 있으며, 나머지 출구는 남구 이천동에 있다. 신천을 건너가면 수성구 수성동1가다.

## 역명의 유래
인근에 신천 한가운데에 있는 대봉교에서 유래되었다.

## 역 구조
2면 2선의 상대식 승강장이 있는 지상역이며 난간형 스크린도어가 설치되어 있다.

### 승강장
| 건들바위 ↑ |
| \| 상      |
| ↓ 수성시장 |

| 상행 | ● 대구 도시철도 3호선 | 건들바위·서문시장·칠곡경대병원 방면 |
| 하행 | ● 대구 도시철도 3호선 | 수성시장·어린이세상·용지 방면       |

- 대합실을 통해, 반대편 승강장으로 이동이 가능하다.

## 역사
- 2013년 10월 2일 : 대봉교역으로 역명 결정
- 2015년 4월 23일 : 대구 도시철도 3호선 개통과 함께 영업 개시

## 역 주변
| 나가는 곳 | 방면                                                                     |
| --------- | ------------------------------------------------------------------------ |
| 1         | 대구광역시립 대봉도서관 대봉성당                                         |
| 2         | IM뱅크 동서프라임빌아파트 새마을금고 이천새마을금고 본점 대봉교회        |
| 3         | 강변타운아파트 한가람아파트 주공아파트 신세계아파트                      |
| 4         | 대구백화점 프라자점 수성롯데캐슬더퍼스트 대구남산고등학교 신명여자중학교 |

## 승차량 변동
| 노선  | 승차 인원 | 승차 인원 | 승차 인원 | 승차 인원 | 승차 인원 | 주석  |
| 노선  | 2015년    | 2016년    | 2017년    | 2018년    | 2019년    | 주석  |
| ----- | --------- | --------- | --------- | --------- | --------- | ----- |
| 3호선 | 2,935     | 3,237     |           |           | -         | [ 1 ] |

## 사진

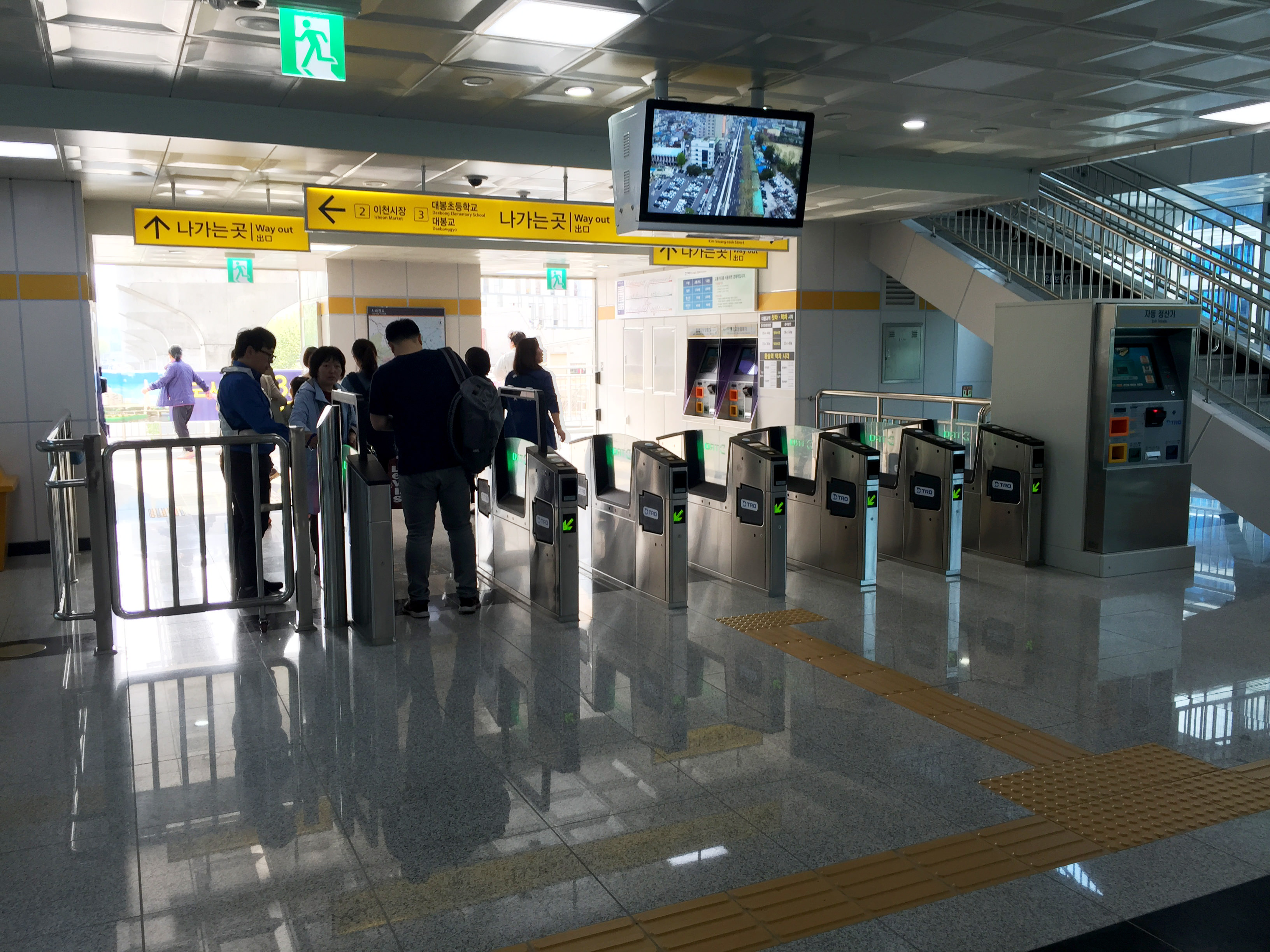
개찰구
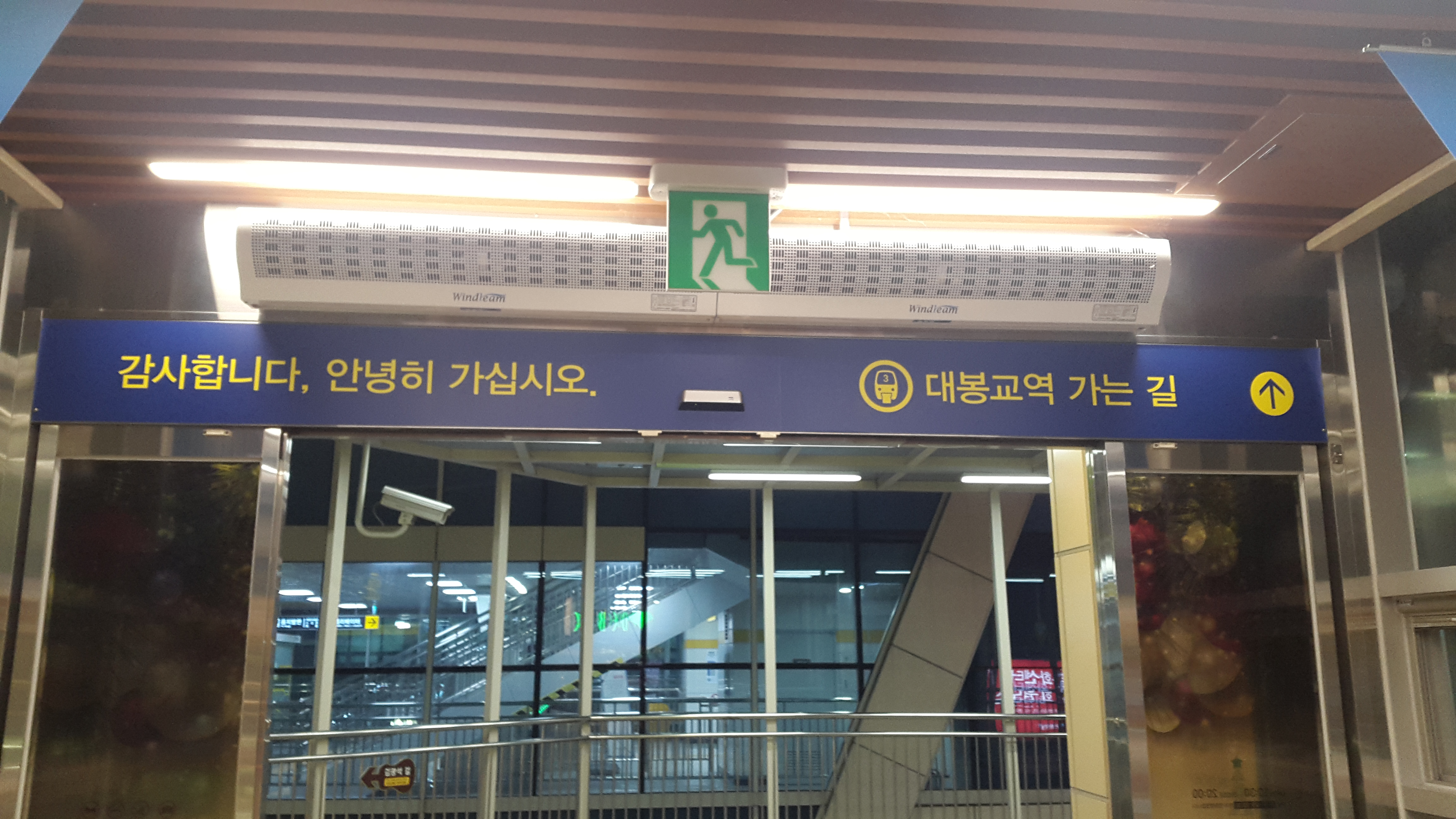
대백프라자 진입통로

## 인접한 역
| 대구 도시철도 3호선            | 대구 도시철도 3호선   | 대구 도시철도 3호선    |
| ------------------------------ | --------------------- | ---------------------- |
| 332 건들바위 칠곡경대병원 방면 | ● 대구 도시철도 3호선 | 334 수성시장 용지 방면 |